# シャドウズ・コライド・ウィズ・ピープル
シャドウズ・コライド・ウィズ・ピープル はジョン・フルシアンテの4枚目のアルバムである。
このアルバムはバイ・ザ・ウェイのレコーディングの間に作曲された。また、オルタナティブ・ロック、フォークソング、バラード、エレクトロニカの影響がギターサウンドにもでている。
ジョン・フルシアンテはこのアルバムの制作に、これまで最も高い、15万ドルを使用している。
ジョン・フルシアンテは彼のオフィシャル・サイト（現在はブログのみ）で高い技術での録音の代わりにアコースティックなデモバージョンを制作し、公開した。宣伝用に作られたのは、"Omission"、"Song to Sing When I'm Lonely"、"Failure 33 Object"の3曲である。
Billboard 200で191位、Top Heatseekersで11位になった。
レコード盤にはA面に"One step away"、B面に "There's riddles in the shadows"、C面に"A hint of sadness"、D面に"What they least suspect is coming next"、と刻まれていた。これらの言葉は、次のアルバムザ・ウィル・トゥ・デス の歌詞のヒントとなっていた。

## 収録曲
特に記述がないものについては、ジョン・フルシアンテが作曲している。
1. "Carvel" – 6:15
2. "Omission" (ジョン・フルシアンテ, ジョシュ・クリングホッファー) – 4:33
3. "Regret" – 2:58
4. "Ricky" – 3:57
5. "Second Walk" – 1:42
6. "Every Person" – 2:38
7. "–00Ghost27" (ジョン・フルシアンテ, ジョシュ・クリングホッファー) – 3:50
8. "Wednesday's Song" – 3:31
9. "This Cold" – 2:00
10. "Failure33 Object" – 2:56
11. "Song to Sing When I'm Lonely" – 3:16
12. "Time Goes Back" – 3:23
13. "In Relief" – 3:36
14. "Water" – 4:06
15. "Of Before" (日本盤ボーナス・トラック) – 3:17
16. "Cut-Out" – 3:34
17. "Chances" – 1:49
18. "23 Go in to End" – 6:42
19. "The Slaughter" – 3:53

## 製作者
| - ジョン・フルシアンテ ― シンセサイザー, ベース, ギター, キーボード, ボーカル, プロデューサー, Art Direction - ジョシュ・クリングホッファー ― シンセサイザー, ベース, ギター, キーボード, ボーカル - フリー ― アップライト・ベース("The Slaughter") - チャド・スミス ― ドラム, パーカッション - Greg Kurstin ― ウーリッツァーピアノ("Of Before") - オマー・ロドリゲス・ロペス ― スライドギター("Chances", "23 Go in to End") - Bernie Grundman ― マスタリング - Jim Scott ― エンジニア, ミキシング - Ryan Hewitt ― エンジニア - Rene Ricard ― ジャケットの絵具 | - Dave Lee ― 楽器技術者 - ヴィンセント・ギャロ ― 写真撮影 - Ethan Mates ― エンジニア - Chris Holmes ― アシスタント - Chris Ohno ― アシスタント - Alex Marshall ― アシスタント - Daniel Carlotta Jones ― アシスタント - Richard Scane Goodheart ― デザイン - Charlie Clouser ― オーケストラ指揮("Regret", "Chances") |

## チャート
| チャート (2004) | 最高順位 |
| --------------- | -------- |
| ベルギー        | 80       |
| フィンランド    | 28       |
| フランス        | 127      |
| アイルランド    | 44       |
| オランダ        | 83       |
| スイス          | 51       |
| イギリス        | 53       |